# Maryland Cycling Classic
La Maryland Cycling Classic, officiellement Maryland Cycling Classic, presented by UnitedHealthcare, est une course cycliste sur route d'un jour qui se déroule aux États-Unis, dans l'état du Maryland. L'épreuve, dont le projet est dévoilé en 2019 pour une première édition prévue en 2020, voit finalement le jour en septembre 2022, tout en faisant partie du calendrier UCI ProSeries (catégorie 1.Pro).

## Histoire
Le projet de l'épreuve est dévoilé en 2019 avec une édition inaugurale prévue pour le 6 septembre 2020. Cependant, en raison de la pandémie de Covid-19, la course a été reportée à 2021, dans un premiere temps, puis à 2022.
C'est la seule course cycliste d'un jour aux États-Unis faisant partie du calendrier UCI ProSeries. Le Tour de Californie étant en pause depuis 2020, il n'y a plus d'épreuve faisant partie de l'UCI World Tour dans le pays et fait de la Maryland Cycling Classic la plus grande course cycliste sur route aux États-Unis (le plus haut niveau sur une épreuve d'un jour et au même niveau que le Tour de l'Utah (ProSeries également).).
Placée dans le calendrier cycliste mondial quelques jours avant les deux courses canadiennes de l'UCI World Tour, le Grand Prix cycliste de Québec et le Grand Prix cycliste de Montréal, la Maryland Cycling Classic fait partie du triptyque nord-américain et peut servir de préparation pour ces deux courses québécoises.
Après consultation du conseil d'administration du SECMD, des responsables des collectivités locales, du personnel de direction et des principales parties concernées, l'édition de 2024 est annulée.

## Parcours
Le parcours de l'édition inaugurale, long de 194 km, voit son départ donné de la localité de Sparks, un secteur non constitué en municipalité situé  à une trentaine de kilomètres au nord de la ville de Baltimore. Les coureurs prennent la direction du nord jusqu'à proximité de la limite avec la Pennsylvanie. Ensuite, le parcours s'oriente vers le sud en opérant une boucle autour du Prettyboy Reservoir Park puis en passant à Hampstead avant de rejoindre Baltimore pour parcourir un circuit local de 12 km à accomplir quatre fois. L'arrivée est jugée sur E Pratt Street, près des docks sur le Patapsco.
En 2025, le parcours est adapté et devient un circuit local à l'instar du Grand Prix cycliste de Québec et du Grand Prix cycliste de Montréal. Ce circuit de 28,8 km est à accomplir six fois, soit un total de 172,8 km.

## Palmarès
| Année | Vainqueur                                                             | Deuxième                                                              | Troisième                                                             |
| ----- | --------------------------------------------------------------------- | --------------------------------------------------------------------- | --------------------------------------------------------------------- |
| 2022  | Sep Vanmarcke                                                         | Nickolas Zukowsky                                                     | Neilson Powless                                                       |
| 2023  | Mattias Skjelmose                                                     | Neilson Powless                                                       | Hugo Houle                                                            |
| 2024  | Epreuve annulée en raison de l'effondrement du pont Francis-Scott-Key | Epreuve annulée en raison de l'effondrement du pont Francis-Scott-Key | Epreuve annulée en raison de l'effondrement du pont Francis-Scott-Key |
| 2025  |                                                                       |                                                                       |                                                                       |